# Fantine Lesaffre
Fantine Lesaffre, född 10 november 1994, är en fransk simmare.

## Karriär
Lesaffre tävlade för Frankrike vid olympiska sommarspelen 2016 i Rio de Janeiro, där hon blev utslagen i försöksheatet på 200 och 400 meter medley.
Vid OS i Tokyo 2021 tävlade Lesaffre i både 200 och 400 meter medley, där hon slutade på 21:a respektive 13:e plats.